# Mirta Zečević
Mirta Zečević (Zagreb, 25. srpnja 1969.), hrvatska televizijska, kazališna i filmska glumica.

## Filmografija

### Televizijske uloge
- "San snova" kao Zdenka Bucković (2023.)
- "Drugo ime ljubavi" kao Đurđa (2019.)
- "Tajne" kao Lada Franić (2013. – 2014.)
- "Najbolje godine" kao Saška Jaklinac (2009. – 2011.)
- "Odmori se, zaslužio si" kao prodavačica u knjižari (2010.)
- "Stipe u gostima" kao službenica (2009.)
- "Zakon ljubavi" kao Višnja Car (2008.)
- "Hitna 94" kao Alenova žena (2008.)
- "Bračne vode" kao Sunčinina prijateljica (2008.)
- "Zauvijek susjedi" kao Brankica (2007.)
- "Urota" kao glasnogovornica Vlade RH (2007.)
- "Obični ljudi" kao Vesna (2007.)
- "Balkan Inc." kao Ankica Desnica (2006.)
- "Kad zvoni?" kao medicinska sestra (2005.)

### Filmske uloge
- "Kotlovina" kao žena u svatovima (2011.)
- "Nije kraj" kao žena (2008.)
- "Ponedjeljak" kao kćerka (2006.)
- "Holding" kao Tea (2001.)
- "Pomor tuljana" (2000.)
- "Promašaj" (2000.)
- "Zamrznuti kadar" (1999.)
- "Tri muškarca Melite Žganjer" (1998.)
- "Territorio Comanche" kao Jadranka (1997.)
- "Zlatne godine" kao Tala (1993.)
- "Vozačka dozvola" (1992.)
- "Luka" (1992.)
- "Papa mora umrijeti" kao časna sestra (1991.)

### Sinkronizacija
- "Čovpas" kao gradonačelnica (2025.)
- "Mačak u čizmama: Posljednja želja" kao Jan Serpent i članica pekarske bande (2022.)
- "Malci 2: Kako je Gru postao Gru" kao sestra Chuck (2022.)
- "Petar Zecimir: Skok u avanturu" kao Amelijina majka (2021.)
- "Mini heroji" kao gđa. Vox i administratorica (2020.)
- "Pokémon: Mewtwo uzvraća udarac – Evolucija" kao Miranda (2020.)
- "Medvjedić Paddington 2" kao Felicity Fanshaw (2017.)
- "Moj mali poni: Prijateljstvo je čarolija" kao Gradonačelnica Ponyvillea, Zecora, Kraljica Chrysalis (Livada Produkcija sink, 2017.)
- "Majstor Mato" kao Gospođa Ruža, Jasmina Zvrk (2017.)
- "Prste(n) k sebi" kao Katarina (2016.)
- "Top Cat: Mačak za 5" kao Perina mama i mačka-konobarica u klubu "Super Šik" (2016.)
- "Violetta" kao Jade LaFontaine (2015.)
- "Sofija Prva" kao Lucindina mama, Teta Tilly, Flora, Teta Bess, Vještica Glacia, Tizzy, Mossy (2015.)
- "Svemoguća Kim" kao Dr. Betty direktorica i sporedni likovi (2015.)
- "Vesele trojke" kao Vještica (2011.)
- "Simsala Grimm" (2011.)
- "Cubix" kao Hela
- "Ulica Sezam" kao Matovilka
- "Spider-Man" kao Mary Jane
- "Spužva Bob Skockani" kao Koraljka (Project 6 sink)
- "Ever after high" kao naratorica

## Vanjske poveznice
- Mirta Zečević u internetskoj bazi filmova IMDb-u (engl.)
- Stranica na HNK.hr  Arhivirana inačica izvorne stranice od 26. siječnja 2010. (Wayback Machine)